# The Fighting Kentuckian
 The Fighting Kentuckian és un western estatunidenc dirigit per George Waggner, estrenat el 1949.

## Argument
El Congrés dels Estats Units va concedir el 1817 quatre municipis al territori d'Alabama als oficials exiliats que van lluitar amb Napoleó a Waterloo. Es troben amb Blake Randolph, un despietat home disposat a privar als refugiats francesos de les terres concedides.

## Repartiment
- John Wayne: John Breen
- Vera Ralston: Fleurette De Marchand
- Philip Dorn: Coronel Georges Geraud
- Oliver Hardy: Willie Paine
- John Howard: Blake Randolph
- Grant Withers: George Hayden
- Jack Pennick: Cpt. Dan Carroll
- Fred Graham: Carter Ward
- Franklyn Farnum: Un convidat